# Ан-218
Ан-218 — проект советского дальнемагистрального широкофюзеляжного авиалайнера средней вместимости, разработанный конструкторским бюро Антонова.
Самолёт был рассчитан на перевозку до 350 пассажиров на расстояние до 6300 км.

Размах крыла — 50 м; длина самолёта — 58,15 м; высота самолёта — 15,6 м; диаметр фюзеляжа — 5,62 м.

Базовую модель планировалось оснащать двумя двигателями ТРДД Д-18ТМ Запорожского МКБ «Прогресс» (2х245,2 кН, 2х25 000 кгс). В перспективе рассматривались создание вариантов Ан-218 с дальностью полёта до 12 000 км с 200—220 пассажирами, а также с увеличенной до 400 человек пассажировместимостью.
Для демонстрации проекта на Киевском авиазаводе был построен полноразмерный макет, имевший также кабину пилотов и пассажирский салон. Сохранилась фотография, на которой тогдашние президент Украины Леонид Кучма и премьер-министр России Виктор Черномырдин внутри салона Ан-218 подписывают контракт на поставки Ан-70. Макет хранился на заводе до 2007 года, после чего был разобран.